# Olsberg (Německo)
Olsberg je město ve spolkové zemi Severní Porýní-Vestfálsko v Německu.

## Historie
Město vzniklo 1. ledna 1975 v rámci městské reorganizace Severního Porýní-Vestfálska. Před tímto datem byly všechny vesnice (kromě Bigge a Olsberg, které již byly sloučeny do jedné obce v roce 1969), samostatnými obcemi.

## Politika
Městské radě v současnosti předsedá starosta Wolfgang Fischer.

## Ekonomika
Ekonomická základna města je ovládána zemědělstvím (zejména mlékárenstvím) a drobným dřevozpracujícím a kovodělným průmyslem.

## Doprava

### Vlaková doprava
Město má 2 vlakové stanice.

### Autobusová doprava
Autobusy spojují centrum města se sousedními vesnicemi a městy. Většina autobusových spojů se schází na železniční stanici Olsberg, aby se spojila s vlakovou dopravou.

## Partnerská města
- Olsberg, Švýcarsko
- Fruges, Francie
- Jöhstadt, Německo